# Primærrute 6
Die Primærrute 6, auch einfach nur Rute 6 genannt, ist eine Hauptstraße in Dänemark, die auf der Insel Sjælland verläuft. Sie führt von  Køge bis nach Helsingør (deutsch Helsingör) und dient als großräumige Umfahrung des Raums Kopenhagen für den Verkehr aus dem Süden und Westen in Richtung Helsingør. Die Ortsumgehungen von Roskilde und von Hillerød sind Teil der Primærrute 6, wobei die Straß um Hillerød einen Ring bildet.

## Wichtige Ortschaften entlang der Strecke
- Køge
- Roskilde
- Ølstykke
- Hillerød
- Fredensborg
- Helsingør